# Immaterial and Missing Power
Immaterial and Missing Power. (яп. 東方萃夢想 То:хо: Суймусо:) — 2D-файтинг, принадлежащий к серии «Touhou Project» и созданный совместно компаниями Twilight Frontier и Team Shanghai Alice; выпущен в декабре 2004 года. Игра вышла после Imperishable Night, однако описываемые в ней события происходили после Perfect Cherry Blossom (7-я часть) и до Imperishable Night (8-я часть), поэтому Immaterial and Missing Power носит номер 7.5.

## Разработка
1 апреля 2004 года команда Twilight Frontier объявила о разработке файтинга по вселенной Touhou под названием Exciting Touhou 2. На посвященной файтингу странице были размещены скриншоты и трейлер: игра выглядела как WWE SmackDown! Here Comes The Pain с персонажами Touhou (серия WWE Smackdown! В Японии называется Exciting Pro Wrestling).
На следующий день после Дня смеха команда Twilight Frontier сообщила о начале работ над Immaterial and Missing Power совместно с командой Team Shanghai Alice. Team Shanghai Alice отвечала за дизайн персонажей и уровней, сюжет, названия карт заклинаний и за часть саундтрека.
Саундтрек к игре вышел 14 августа 2005 года отдельным альбомом, который назывался «Гэнсокёку Бассуй» (яп. 幻想曲抜萃). Большинство треков представляют собой ремиксы существующих Touhou-мелодий.

## Сюжет
Весна в Гэнсокё перешла в лето, и вишнёвые деревья окончили своё цветение. Тем не менее, фестивали любования цветами — ханами— по-прежнему продолжались. С каждым фестивалем усиливалась и странная аура, которая, как казалось, не оказывала на жителей никакого воздействия. Тем не менее, с появлением ауры никто не пытался остановить фестивали; таким образом, любой человек или ёкай, приходящий на празднетства, мог показаться подозрительным.
До начала следующего фестиваля остаётся 3 дня, и героини, каждая сама по себе, решают разобраться в происходящем.

## Геймплей
В отличие от предыдущих Touhou-игр, принадлежащих к жанру shoot 'em up, Immaterial and Missing Power — 2D-файтинг. При этом в игре сделан акцент на использование дальних атак.
Грейзинг
В IaMP присутствует несколько изменённая концепция грейзинга из классических игр серии. Если персонаж обладает достаточным количеством энергии, то он может «пролететь» сквозь пули противника, не получив при этом повреждений. Против некоторых атак грейзинг не работает.
Карты заклинаний
Карты заклинаний играют в IaMP роль специальных приёмов — сильных атак, которые наносят противнику серьёзные повреждения. Перед использованием карту необходимо «объявить», нажав комбинацию клавиш, — при этом персонаж восстановит часть здоровья, фон поля боя потемнеет, а также запустится специальный таймер. До окончания времени, отсчитываемого таймером, игрок может применить карту заклинания.
Режимы игры
Story Mode — режим сценария; персонаж под управлением игрока должен пройти 7 связанных сюжетом уровней; 

Arcade Mode — аркадный режим; игрок выбирает персонажа и сражается с противниками под управлением компьютера в случайном порядке, однако последними врагами всегда оказываются : Ремилия, Ююко, Юкари и Суйка; 

Duel Human — дуэль с человеком; два игрока, используя один компьютер, могут сразиться друг против друга); 

Duel CPU — дуэль с компьютером; 

Practice Mode — тренировочный режим; компьютерный противник не атакует и не перемещается (однако ему можно задать определённую модель поведения).

## Персонажи
- Рэйму Хакурэй
- Мариса Кирисамэ
- Сакуя Идзаёй
- Алиса Маргатройд
- Пачули Нолидж
- Ёму Компаку
- Ремилия Скарлет
- Ююко Сайгёдзи
- Юкари Якумо
- Суйка Ибуки
- Хун Мэйлин — появляется в официальном патче. За неё нельзя играть в режиме сценария.